# Nahal Alexander
Le Nahal Alexander (hébreu : ננחל אלכסדר), est un petit cours d'eau côtier d'Israël qui draine la plaine côtière israélienne.

## Description géographique sommaire
Le Nahal Alexander est un petit fleuve côtier d'Israël de 28 kilomètres de longueur,  tributaire de la mer Méditerranée.
Il prend sa source au-delà des limites du territoire d'Israël, dans la partie occidentale des collines de la Cisjordanie. Après son entrée dans la plaine de Sharon, il se jette dans la mer Méditerranée, à 6 kilomètres au nord de la grande ville de Netanya.

## Galerie

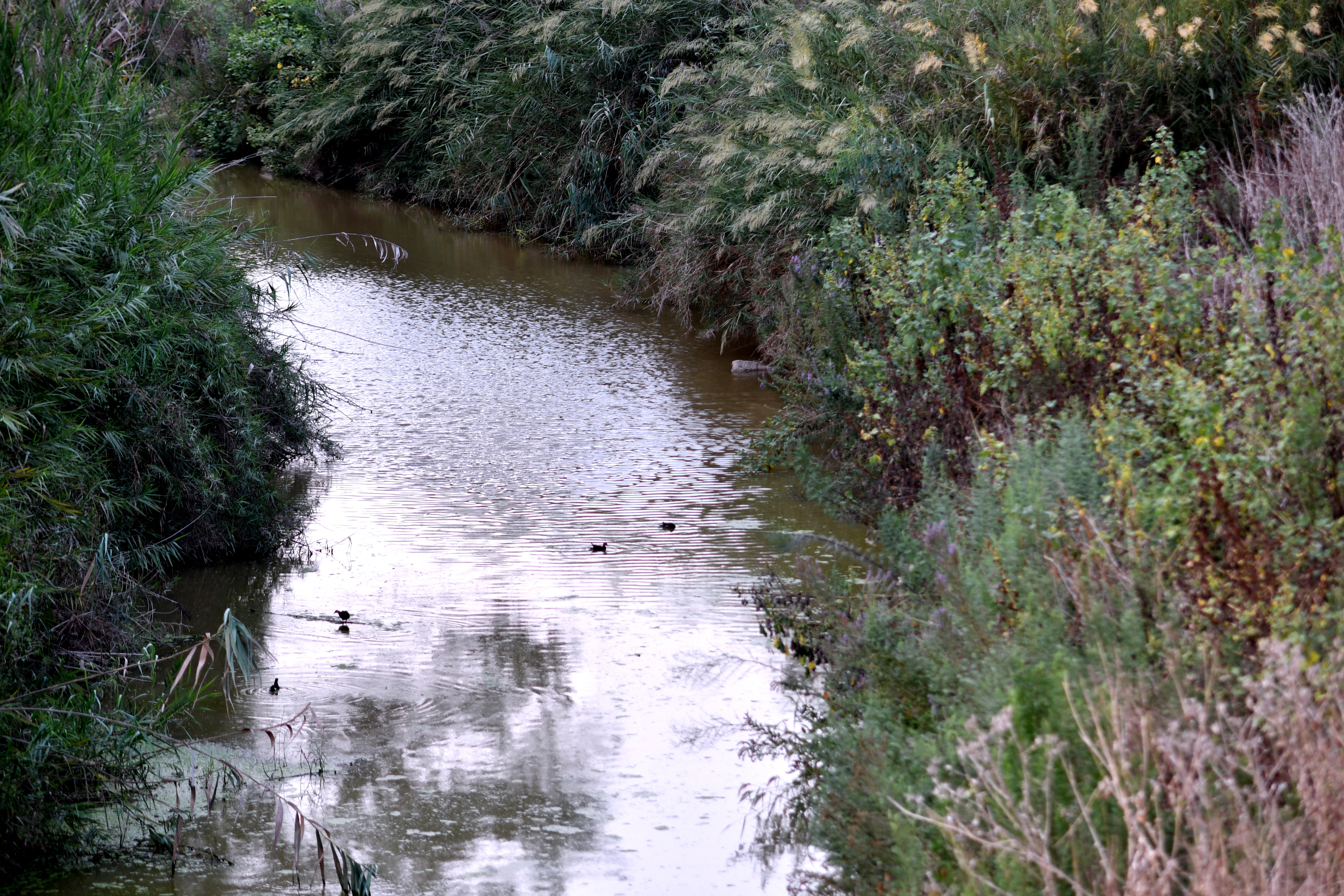
Le Nahal Alexander coule dans une étroite vallée arborée.

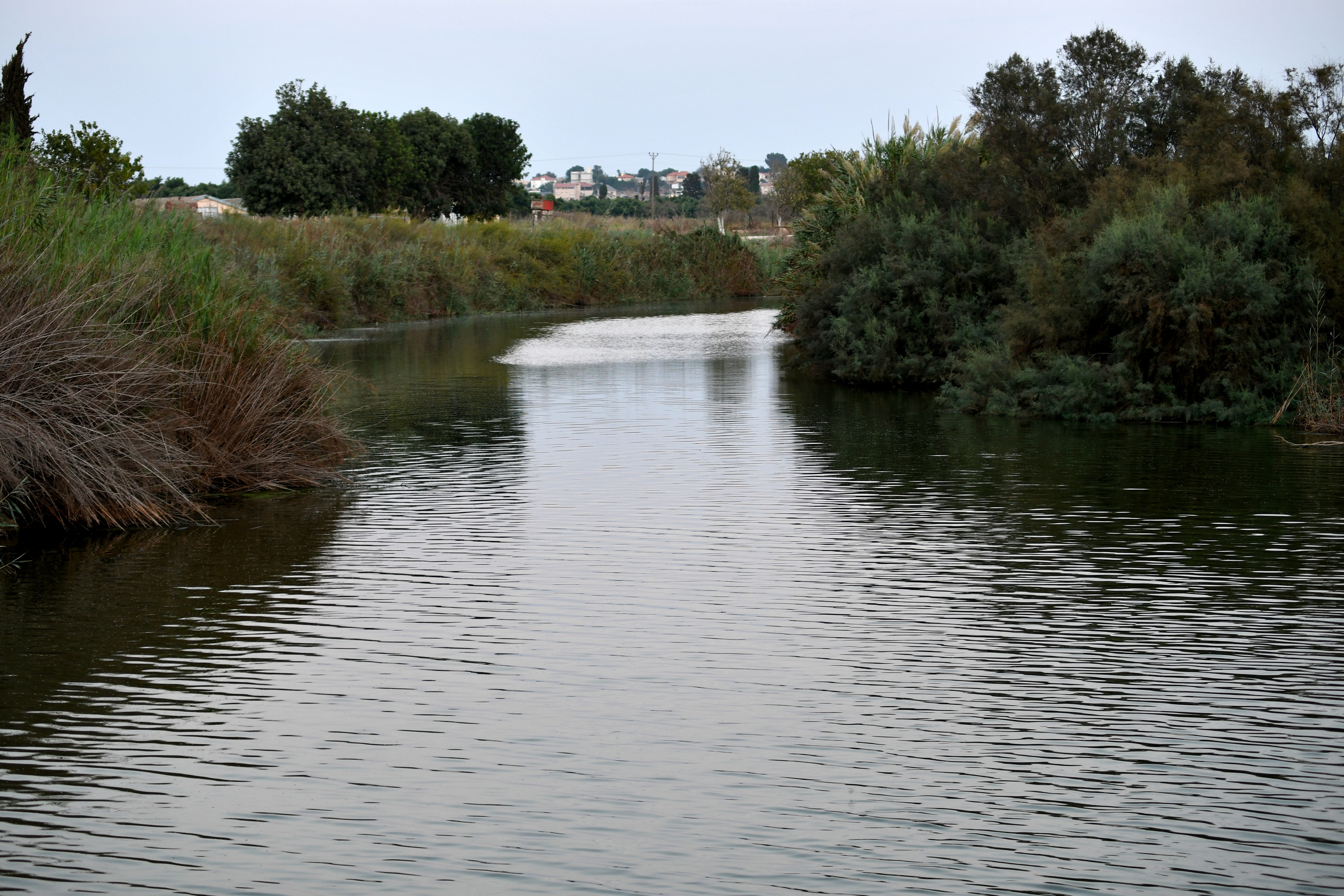
Le Nahal Alexander draine la plaine de Sharon.

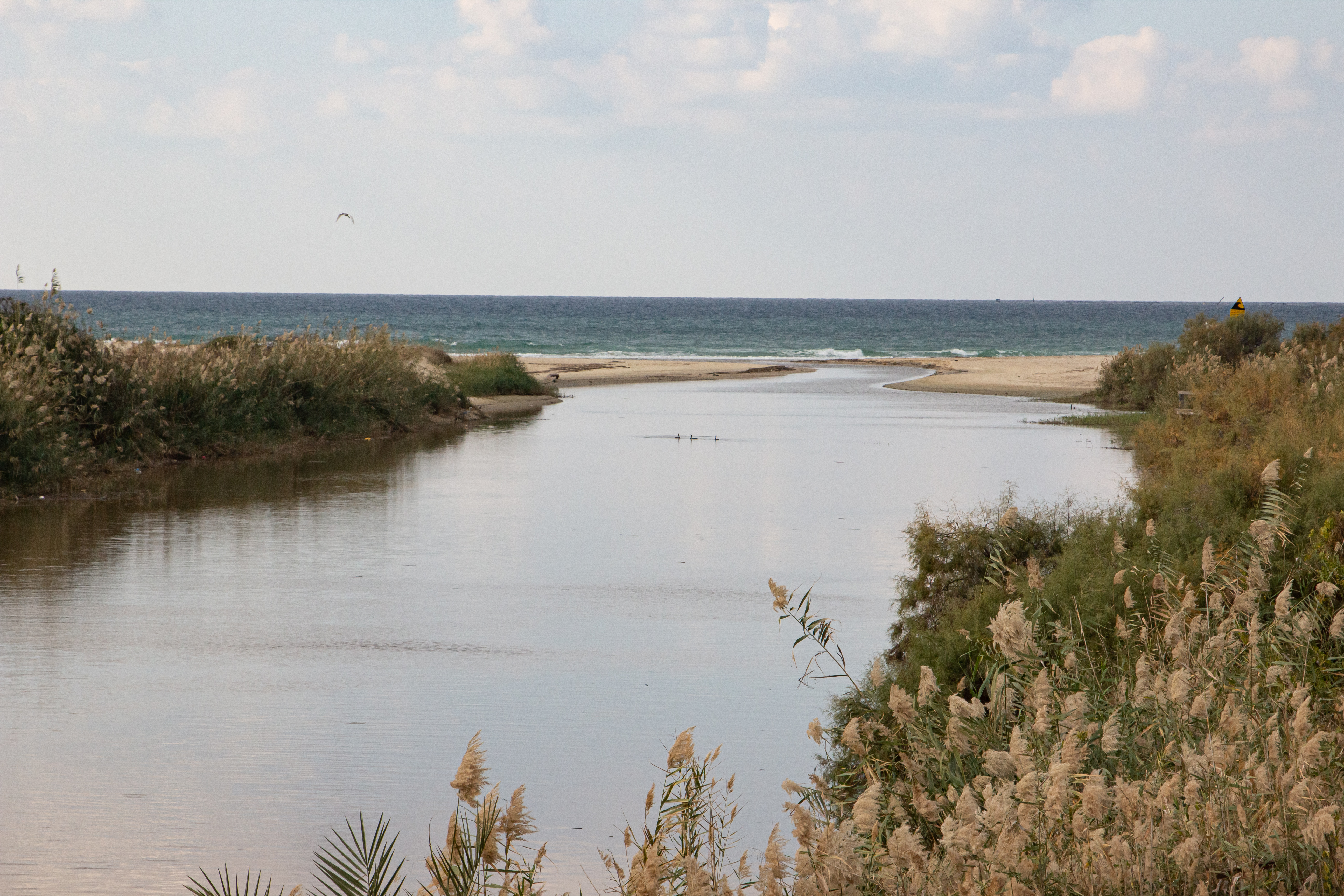
La vallée sauvage de l'estuaire du Nahal Alexander.

## Articles externes
- Le Nahal Alexander

Alexander Stream Hof Bet Yanai National Park (Texte en anglais) - site officiel
- Zachi Evenor, Alexander Stream Photography (Texte en anglais)